# Zeghere van Male
Zegher[e] van Male (Zegher[e] de Male, Segher van Male, etc.), né vers 1510 et mort à Bruges, le 7 juillet 1601, est un marchand de fils à coudre, de lin et de tissus et un chroniqueur brugeois, connu pour son chansonnier et sa chronique sur les troubles à Bruges.

## Chansonnier de Zeghere van Male

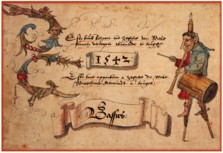
Détail d'une page datée 1542 du chansonnier de Zeghere van Male (Bibliothèque municipale de Cambrai).

En 1542 fut achevé le chansonnier que Zeghere van Male se fit faire et qui comprend des œuvres de compositeurs locaux, comme Lupus, ainsi que des œuvres de compositeurs internationaux, tels que Willaert, qui lui avait peut-être personnellement remis un motet,. Le chansonnier de Van Male tire son charme non seulement du répertoire musical varié, mais surtout des nombreuses enluminures par lesquelles sont embellies bon nombre des plus de 1 200 pages de ce recueil de chansons. Des initiales ornées, des dessins en couleurs occupant parfois une page entière et des illustrations drôles n'ayant aucun rapport avec le contenu de la musique élèvent ce manuscrit bien au-dessus du chansonnier bourgeois moyen d'Europe occidentale et en font un document artistique et historique unique. Il s'agit également de l'un des rares recueils manuscrits de chansons des Pays-Bas en excellent état. Le soin avec lequel Van Male a fait produire son manuscrit indique sa haute position sociale.

## Ex-voto de Zeghere van Male
Dans l'église Saint-Jacques de Bruges se trouve encore aujourd'hui un ex-voto, peint par Pierre Pourbus en 1578, qui représente la Résurrection du Christ. Zeghere Van Male, ses deux épouses et dix-huit enfants à genoux.

## Chronique des troubles à Bruges
Zeghere van Male est aussi l'auteur d'une chronique des troubles à Bruges. Le marchand avait 88 ans lorsqu'il décrivit l'état misérable de la ville ; il avait connu Bruges dans toute sa splendeur et était plus que qui que ce soit en mesure de montrer ce qu'était devenue cette ville . 
Sa chronique est une source unique de connaissance de plusieurs données historiques. Les dernières notes datent de 1598. Van Male parle en toute franchise, comme il convient à un honnête homme, en sa qualité de bon citoyen qui prend à cœur les intérêts de ses concitoyens. Van Male ne surestime pas la valeur littéraire de sa plainte ; il affirme être un vieil homme et demande qu'on ne soit pas surpris s'il répète, ici et là, ce qu'il a déjà décrit ailleurs. Le manuscrit original, écrit de sa propre main, se trouvait jadis dans les archives de l'école de Bogaerde.

## Sépulture de Zeghere van Male
À part de donner la date de décès de Zeghere van Male, l'inscription sur sa sépulture, qui se trouvait autrefois dans l'église Saint-Jacques de Bruges, nous apprend que sa première femme, Antonine van der Mase, mourut le 9 décembre 1559, et sa seconde épouse, Joanna Hage, le 17 août 1569. La pierre tombale en pierre bleue avec des ornements de cuivre portait les armoiries de sa maison et de celles de ses deux femmes.

## Écrits
- (nl) Een kort verclaers ende deerlicke lamentatie ende beclach van de destructie ende groote declinatie sonderlinghe van de stede van Brugghe, de welcke gheschiet is in onse tyden van den jaeren XVc ende LXV, ende tot de jaeren XVc ende XCIJ, sonder eenighe juyste calculatie, jae sommighe saecken geschiet vele jaeren te vooren et post (Brève explication et plainte sincère, concernant la destruction et le déclin frappant de Bruges, qui se sont produits à notre époque, environ entre 1565 et 1592, ainsi que quelques événements antécédents et subséquents), chronique achevée vers 1598

## Sources et bibliographie
- (nl) Male, Zegher van, Lamentatie behelzende wat datter aenmerkensweerdig geschiet is ten tyde van de Geuserie ende de Beeldenstormerie binnen ende omtrent de stadt van Brugghe (éd. C. Carton), Druk. C. Annoot-Braeckman, Gand, 1859 (cet ouvrage sur Google Livres). Autre édition: Alfons Dewitte & Antoon Viaene, De lamentatie van Zeghere Van Male: Brugge na de opstand tegen Spanje, 1590, naar het handschrift van het Brugse stadsarchief uitgegeven, Brugge : Koninklijke Gidsenbond van Brugge en West-Vlaanderen, 1977.
- (nl) Schreurs, Eugeen, Huismuziek in de zestiende eeuw, dans : Een muziekgeschiedenis der Nederlanden, vol. 1, (éd. Louis Peter Grijp), Amsterdam University Press – Salomé / Éd. Pelckmans / Meertens Instituut / Koninklijke Vereniging voor Nederlandse Muziekgeschiedenis, 2001  (ISBN 90-5356-488-8)  (ISBN 90-289-3000-0), p.  128-135
- édition digitale en partition moderne par Dominique Visse : https://www.albus-editions.com/product-page/zhegere-van-male